# Amor fascíname
Amor fascíname es el título del segundo álbum de estudio grabado por la cantautora y actriz mexicana Alejandra Ávalos. Fue lanzado al mercado internacionalmente por el compañía discográfica WEA Latina en febrero de 1990; la producción musical estuvo a cargo del desaparecido compositor y productor musical español, ganador del Festival de la Canción de Eurovisión, Juan Carlos Calderón.

## Lanzamiento y recepción
El álbum fue producido en su totalidad por Juan Carlos Calderón, y grabado en Madrid, España durante el verano y otoño de 1989; y lanzado oficialmente a principios de 1990.

## Lista de canciones
| #  | Título                   | Escritor(es)         | Duración |
| -- | ------------------------ | -------------------- | -------- |
| 1  | "Amor fascíname"         | Juan Carlos Calderón | 4:23     |
| 2  | "Casualidad"             | Juan Carlos Calderón | 3:08     |
| 3  | "Contigo o sin tí"       | Juan Carlos Calderón | 3:28     |
| 4  | "Lo que pasó pasó"       | Juan Carlos Calderón | 4:10     |
| 5  | "Por fin"                | Juan Carlos Calderón | 3:17     |
| 6  | "Ámame"                  | Juan Carlos Calderón | 3:27     |
| 7  | "Sí supieras"            | Juan Carlos Calderón | 3:56     |
| 8  | "Tres veces no"          | Juan Carlos Calderón | 3:17     |
| 9  | "Nada nuevo bajo el sol" | Juan Carlos Calderón | 3:53     |
| 10 | "Dos veces"              | Alejandra Ávalos     | 3:21     |

Nota:
- La pista 10, Dos Veces, es un demo original escrito por Alejandra Ávalos en 1982.